# Republic of Heaven
O Republic of Heaven, na trilogia filosófica His Dark Materials de Philip Pullman, refere-se à ideia de que os seres humanos devem construir sua felicidade no momento em que vivem, já que no universo criado por Pullman, após a morte as pessoas não iriam para um Céu ou Inferno, ficariam numa espécie de "purgatório".